# Troglohyphantes gracilis
Troglohyphantes gracilis là một loài nhện trong họ Linyphiidae. Chúng được Jean-Louis Fage miêu tả năm 1919.
Loài nhện này sinh sống ở Slovenia. Loài này trong sách đỏ IUCN nằm trong mục "loài dễ bị tổn thương".